# CT-34 (Spanje)

De CT-34

De CT-34 of Acceso a la Dársena de Escombreras is een autovía in Murcia en verbindt nabij Cartagena de A-30 en CT-32 met Escombreras. De snelweg is 9,7 kilometer lang en werd tussen 2006 en 2008 afgewerkt.